# قره گل (مشگین‌شهر)
قره گل یک روستا در ایران است که در دهستان دشت (مشگین‌شهر) واقع شده‌است. قره گل ۳۴۹ نفر جمعیت دارد.